# Nathaniel Méchaly
Nathaniel Méchaly (12 december 1972) is een Frans componist van voornamelijk filmmuziek.
Méchaly voltooide zijn studie aan het conservatorium in Marseille. Hij begon zijn carrière als componist voor televisieprogramma's en commercials. Ook was hij assistent van de filmcomponist Gabriel Yared. Daarna begon hij zijn eigen filmmuziek te componeren. Een van zijn eerste bekende werken waren die voor de filmmakers als Guy Ritchie (Revolver) en Luc Besson (Taken). In 2016 componeerde hij de muziek voor de Zweeds-Franse televisieserie Midnight Sun. Méchaly won in 2014 samen met Shigeru Umebayashi een Asian Film Award (beste componist) en Hong Kong Film Award (beste originele filmmuziek) voor de film The Grandmaster.

## Filmografie
- 2004: Avanim
- 2004: Ha-Ushpizin
- 2005: Revolver
- 2005: La boite Noire
- 2007: Tehilim
- 2007: Si j'étais toi
- 2007: Sans moi
- 2007: Le dernier gang
- 2007: La chambre des morts
- 2008: Taken
- 2008: Dorothy Mills
- 2009: Celle que j'aime
- 2009: Einayim Petukhoth
- 2009: Kirot
- 2009: Une petite zone de turbulences
- 2010: Le mac
- 2010: Joseph et la Fille
- 2011: Légitime deéfense
- 2011: Colombiana
- 2012: Les papas du dimanche
- 2012: Taken 2
- 2012: Le noir (te) vous va si bien
- 2013: The Grandmaster
- 2013: Angélique
- 2014: Bon rétablissement!
- 2014: La vie pure
- 2014: Taken 3
- 2016: Shut In
- 2016: See You Tomorrow
- 2017: Stratton

## Overige producties

### Televisiefilms
- 2005: Frappes interdites
- 2006: Letres de la mer rouge
- 2007: Déja vu
- 2009: La tueuse
- 2011: Une nouvelle vie
- 2013: Le métis de Dieu
- 2016: Le mec de la tombe d'à côté
- 2017: Le secret de l'abbaye

### Televisieseries
- 2012: Transporter: The Series (2012 - 2014)
- 2014: Taxi Brooklyn
- 2016: Emma
- 2016: Midnight Sun